# Alla Borisovna Pugachyova
Alla Borisovna Pugachyova (tiếng Nga: Алла Борисовна Пугачёва, sinh năm 1949) là một nữ ca sĩ sân khấu Liên Xô và Nga (tại Việt Nam, bà được mệnh danh Người đàn bà hát, theo vai diễn trong phim cùng tên năm 1978), biểu diễn từ năm 1965 và hiện đang tiếp tục. Bà được hâm mộ tại Liên Xô và vượt qua đối thủ Sofia Rotaru về số đĩa bán ra và mức độ nổi tiếng. Nghệ sĩ ưu tú CHLBXHCN Nga (1980), nghệ sĩ nhân dân CHLBXHCN Nga (1985); năm 1991, bà đã trở thành người cuối cùng nhận được danh hiệu nghệ sĩ nhân dân Liên Xô, người đoạt giải Giải thưởng Nga.

## Tiểu sử

### Bắt đầu sự nghiệp
Say mê âm nhạc từ nhỏ, đã bắt đầu hát từ khi ở trường. Trước khi bắt đầu sự nghiệp đơn ca đã làm việc với nhiều tập thể.
- 1965 — vào năm tốt nghiệp trường trung học số 496 đã ghi cho chương trình «Chào buổi sáng» của Đài phát thanh toàn Liên bang bài hát «Robot».
- 1966—1967 — những buổi diễn đầu tiên ở Zapolyarie và Tyumen trong thành phần đội tuyên truyền của Đài phát thanh «Thiếu niên».
- 1967 — đã trở thành bậc thầy sân khấu trong Cao đẳng quốc gia nghệ thuật xiếc và sân khấu, học ở phân khoa chỉ huy-hợp xướng của Cao đẳng quốc gia âm nhạc Moskva mang tên Ippolitov-Ivanov.
- 1969 — làm ca sĩ của ban nhạc Lipetsk «Electron mới».
- 1970 — đã trở thành nghệ sĩ của Roskontsert.
- 1971 — làm trong ban nhạc «Những người Moskva».
- 1971—1972 — làm dàn nhạc sân khấu dưới sự điều khiển của Oleg Lundstrem.
- 1974—1975 — làm trong ban nhạc «Những thanh niên vui vẻ» dưới sự điều khiển của Pavel Slobodkin.
- 1976 — rời khỏi «Những thanh niên vui vẻ», viết các bài hát cho các phim «Những hoang đường của Vesnukhin», «Ở giữa từ trời cao».
- 1976 — chung kết đầu tiên của liên hoan «Bài hát của năm».
- 1977 — đóng vai chính và lần đầu tiên trong vai trò nhà soạn nhạc chuyên nghiệp (với nghệ danh Boris Gorbonos) trong phim «Người đàn bà hát».
- 1977—1980 — biểu diễn với nhóm «Nhịp điệu» dưới sự điều khiển của Alexander Avilov.
- 1980 — nhóm «Рецитал» được thành lập dưới sự điều khiển của Y. Shakhnazarov, nó đã cùng trải qua các cuộc biểu diễn của nữ ca sĩ trong nhiều năm.
- 1981 — tốt nghiệp khoa đạo diễn sân khấu Học viện nghệ thuật sân khấu Lunacharsky.

### Các chương trình sân khấu
Trong những năm của sự nghiệp sáng tác của Alla Pugachyova đã xuất bản «Người đàn bà hát» (1979), «Đời thường của nữ ca sĩ» (1981), «Chúng ta có khách Nhạc sư» (1981; với sự tham gia của Raymon Pauls), trình diễn sân khấu «Đã đến và nói» (1984), chương trình đơn ca «Alla Pugachyova hát» (1993). Từ năm 1988 trong các khán phòng lớn nhất đất nước diễn ra «Những gặp gỡ Giáng sinh» — chương trình duy nhất, trong đó khách của Alla Pugachyova là tất cả các ngôi sao của sân khấu Nga được tập hợp lại và bản truyền hình của nó một cách truyền thống là chương trình yêu thích trên truyền hình Nga. Ca sĩ đã ghi hơn chục album và đĩa, còn vào năm 1996 xuất bản Tập hợp 13 đĩa compact («Hãng thu âm Tổng hợp»).
Cùng với sự nghiệp ca hát năng động Alla Pugachyova đã tham gia hơn chục liên hoan và cuộc thi bài hát uy tín, trong vai trò người hát, cũng như vai trò thành viên ban giám khảo: vào năm 1974 đã trở thành người đoạt giải Cuộc thi các nghệ sĩ sân khấu toàn Liên bang lần V (giải 3) với các bài hát «Cùng ngồi, поокаем» và «Ermolova từ các đầm sạch»; đoạt Giải thưởng lớn của liên hoan «Орфей vàng» với bài hát «Thằng hề» (1975) và không ít lần đã là khách mời của nó; đã tham gia trong chương trình của liên hoan MIDEM ở Cannes (1976); là thành viên ban giám khảo của cuộc thi truyền hình thứ nhất «Cùng bài hát theo cuộc sống» (1977); đoạt Giải thưởng lớn «Họa mi hổ phách» tại cuộc thi «Сопот-78» với bài hát «Các vua có thể tất cả» (1978); đã là khách của cuộc thi «Сопот-79»; đã tham gia trong buổi diễn phát thanh WDR trong khuôn khổ của liên hoan âm nhạc quốc tế ở Koln (1980); đã là khách của liên hoan «Thiên cầm Bratislava» và của cuộc thi bài hát Liên Xô của thành phố Zelen Gur (1983); tham gia trong liên hoan ở San-Remo với bài hát «Cần phải…» cùng với V. Kuzmin (1987); đã là giám khảo và tham gia trong buổi diễn gala của liên hoan nhạc đồng quê ở Nashville, nơi bà được trao giải «Phù hợp từ xa» cho chiến thắng trong liên hoan và đóng góp cho phong trào liên hoan (1989); tham gia trong các liên hoan «Sóng vỗ bờ ngôi sao» ở Sevastopol (1993—1994), «Roksalana» (Kiev, 1994), «Mùa hè rock» (Tallinn, 1994), «Hội chợ Slavơ» (Vitebsk, 1994), «Giọng ca châu Á» (Alma-Ata, 1995). Năm 1997 nhận tham gia một trong những cuộc thi hát uy tín nhất «Eurovision».
Alla Pugachyova tham gia trong chương trình văn hóa của «Olympic-80», trong cầu thanh niên «Moskva-California» (1982), trong chương trình truyền hình «Tiết mục năm mới» (1982—1984), trong liên hoan thanh niên và sinh viên quốc tế lần XXII ở Moskva (1986). Năm 1986 diễn ra buổi diễn từ thiện «Tài khoản 904» ở tố hợp thể thao «Olympic» để giúp đỡ các nạn nhân ở Chernobyl và buổi diễn đơn ca từ thiện tại nhà máy diện nguyên tử Chernobyl. Năm 1989, Alla Pugachyova đã nhận tham gia trong liên hoan từ thiện «Sự nhân từ và sắc đẹp» ở Kiev. Năm 1997 trong thời gian kỷ niệm 850 năm Moskva Alla Pugachyova đã nhận tham gia trong vở kịch đệm đồ sộ «Moskva ở mọi thời đại» — của buổi bế mạc lễ hội ở Luzhniki.
Nữ ca sĩ thực hiện hơn chục buổi diễn đơn ca ở trong và ngoài Liên Xô. Những buổi biểu diễn của bà Mỹ, Đức, Thụy Sĩ, Ấn Độ, Pháp, Ý, Hungary, Thụy Điển, Nam Tư, Rumani, Israel, Ba Lan, Phần Lan, Nhật, Ấn Độ, Bắc Triều Tiên, Úc và nhiều nước khác luôn đi kèm thanh công ngoài mong đợi. Do đó, vào tháng 4 năm 1985 ở Phần Lan đã diễn ra lễ hạ thủy tàu «Alla», nhằm vinh danh bà.
Trong tiểu sử sáng tác của nữ ca sĩ — việc hợp tác với nhiều nhà soạn nhạc và ca sĩ nổi tiếng trong và ngoài Liên Xô. Trong đó gồm — Alexander Zatsepin, Raymon Pauls, Igor Nikolaev, buổi diễn phối hợp với nhà âm nhạc Pháp nổi tiếng Jo Dassen trong buổi khai trương của khách sạn «Vũ trụ» ở Moskva (tháng 7 năm 1979). Đặc biệt việc hợp tác sáng tác với nhà soạn nhạc Đức Udo Lindenberg đã cho kết quả tốt đẹp, được bắt đầu sau những buổi biểu diễn ở Thụy Điển năm 1986. Với sự tham gia của ông đã diễn ra những buổi biểu diễn vòng quanh Liên Xô với chương trình «Alla Pugachyova giới thiệu…» với sự tham gia của tam ca «Herreis» (Thụy Điển). Hợp tác với Udo Lindenberg vào năm 1987 Alla Pugachyova đã nhận tham gia trong liên hoan nhạc rock ở Vintertur (Thụy Sĩ), tại lễ hôi của báo giới «Rock vì thế giới không hạt nhân» ở Duisburg và diễu hành hòa bình tưởng nhớ Ulof Palme ở Munchen (CHLB Đức), biểu diễn trong cuộc diễu hành chống chiến tranh ở Hasselbach (CHLB Đức). Vào tháng 7 năm 1988 đã diễn ra lễ giới thiệu đĩa hợp tác «Bài hát trong vai trò những lá thư».
Năm 1988 thành lập và điều hành xtuđiô nhà hát «Nhà hát Bài hát». Là chỉ đạo nghệ thuật của nó, bà đã tổ chức vô số những buổi biểu diễn ở các thành phố Liên Xô với các chương trình, trong đó các nghệ sĩ của nhà hát nhận tham gia, nhiều người trong đó đã trở thành sao sân khấu của đất nước sau đó: «Người trẻ-cho người trẻ hay Buổi diễn dành cho những người bạn» (1989), «Buổi diễn dành cho những người bạn» (1990), Tour biểu diễn «Mùa hè ngôi sao» vòng quanh SNG với sự tham gia của F.Kirkorov, V.Presnyakov, K.Orbakaite và nhiều người khác (năm 1992).
Năm 1996 làm đạo diễn các buổi diễn đơn ca của Arkady Ukupnik «Âm nhạc cho đàn ông».
Từ năm 2005 đã trở thành người tổ chức của liên hoan«Bài hát của năm» với nhà soạn nhạc Igor Krutoi.

### Show tiền bạc Cánh đồng những phép màu
Nhận tham gia trong chương trình cuối của show tiền bạc Cánh đồng những phép màu (tương tự Chiếc nón kỳ diệu) với Vladislav Listiev năm 1991.

## Danh hiệu và huy chương
Alla Borisovna Pugachyova — người sở hữu của bộ sưu tập phong phú các danh hiệu, giải thưởng và huy chương. Năm 1980 theo thăm dò độc giả của tạp chí «Màn bạc Liên Xô» Alla Pugachyova được trao giải thưởng nữ nghệ sĩ của năm, còn mùa hè năm đó bà được phong danh hiệu «Nghệ sĩ ưu tú CHLBXHCN Nga». Năm 1985 bà được phong danh hiệu «Nghệ sĩ nhân dân CHLBXHCN Nga», còn 21 tháng 12 năm 1991 — «Nghệ sĩ nhân dân Liên Xô».
Năm 1981 nữ ca sĩ được trao huy chương vì đóng góp trong công việc hòa bình bởi đại diện của Hội đồng thế giới về hòa bình R. Chandra, năm 1987 — huy chương FIDOF «Vì đóng góp trong công việc hòa bình và nhịp độ các công cụ âm nhạc» bởi chủ tịch Liên đoàn quốc tế các tổ chức liên hoan Jim Halzi.
Alla Borisovna — người sở hữu giải thưởng «Mi-crô vàng» nữ ca sĩ xuất sắc nhất của năm theo đánh giá của xưởng «Dinakord» (1981); các đĩa vàng «Track Music» (Phần Lan, 1984), của Xưởng thu âm toàn Liên bang «Giai điệu» (1985), của xưởng «Ampeks» cho album «Alla Pugachyova ở Stockholm» (1989), «Đĩa pha lê» của hiệp hội những người hâm mộ Minsk «Alla» (1989).
Bà không ít lần được trao giải thưởng âm nhạc quốc gia «Hoan hô nhiệt liệt» trong các thể loại «Nữ ca sĩ xuất sắc nhất» (1992), «Huyền thoại sống» (1994), «Đạo diễn xuất sắc nhất» (1995), cũng như giải thưởng của báo «Moskva buổi chiều» cho «Show xuất sắc nhất của năm» — «Những gặp gỡ Giáng sinh» (1992), giải thưởng của «Sự thật thanh niên» trong các thể loại «Ngôi sao của năm» (1995) và «Người phụ nữ được yêu thích» (1997) trong khuôn khổ các hoạt động «Những gương mặt của năm», giải thưởng mang tên Shulzhenko trong khuôn khổ của liên hoan «Bài hát của năm» (1995), giải thưởng «Ngôi sao» trong các thể loại «Xuất Nữ ca sĩ nuất sắc nhất» và «Album xuất sắc nhất của năm» cho năm 1995, giải thưởng cho đoạn hoạt hình xuất sắc nhất «Thỏ con của tôi», trong đó A. B. Pugachyova có vai trò nhà sản xuất, tại liên hoan «Hoang đường-96», giải thưởng «Quả táo vàng» của liên hoan «Thế hệ-96» cho vai phụ xuất sắc nhất trong clip «Thỏ con của tôi» (1997) và huy chương khác.
Năm 1992 bà được trao huy chương phi chính phủ danh giá — «Huân chương đại bàng» bậc 1.
Cho đóng góp xuất sắc trong việc phát triển văn học và nghệ thuật ngày 7 tháng 6 năm 1995 Alla Borisovna Pugachyova được trao "Giải thưởng quốc gia Nga".
Ở Yalta ngày 24 tháng 8 năm 1994 đã diễn ra lễ đặt viên đá mang tên Alla Pugachyova trên «Quảng trường các ngôi sao». Theo thăm dò thực hiện bởi tuần báo «Người đối thoại» các độc giả của mình Alla Pugachyova được gọi là người phụ nữ vĩ đại của thế kỷ XX (1992).
Hiện tại ở nhiều thành phố Liên Xô cũ hoạt động hơn một chục câu lạc bộ người hâm mộ các sáng tạo của Alla Pugachyova. Với sự tham gia trực tiếp của bà ra đời vài tờ báo và tạp chí: tạp chí «Mũ tai bèo trắng» (hôm nay đã ra 5 số), báo «Канатоходка» (Hiệp hội Minsk «Alla»), báo «Mi-crô mệt mỏi» (câu lạc bộ Kiev «Nữ hoàng»), tạp chí «Alla» (hôm nay đã ra 9 số tạp chí) (1993) và nhiều nữa.
Năm 1991 Alla Pugachyova đã ký hợp đồng với nhà máy «Sogo» (Pháp) để sản xuất nước hoa «Alla», lễ ra mắt đã được tổ chức ở Sân khấu ca nhạc trung ương quốc gia «Nga» (Moskva) 3 tháng 7 năm 1992, còn năm 1997 cũng đã tổ chức lễ ra mắt bộ sưu tập giày «Alla Pugachyova» («Ekonika»).

## Gia đình
- Mẹ — Zinaida Arkhipovna Odegova.
- Cha — Boris Mikhailovich Pugachyov (theo dư luận, gọi cha Yosif Benditsky).
- Con gái — Kristina Edmundovna Orbakaite (s. 25 tháng 5 năm 1971).
- Cháu — Nikita (s. 21 tháng 5 năm 1991), Deni (s. vào năm 1998).
- 1969—1971 — kết hôn với nghệ sĩ xiếc Litva Mikolas Edmundas Orbakas
- 1976—1980 — kết hôn với Alexander Stefanovich
- 1985—1993 — kết hôn với Evgeny Boldin
- 1994—2005 — kết hôn với Filipp Kirkorov
- từ 2007 - kết hôn với Maksim Galkin

## Đĩa
1. 1976 — Desdechado hát (SP, Giai điệu, Liên Xô)
2. 1977 — Tấm gương của tâm hồn (LP, Giai điệu, Liên Xô)
3. 1978 — Các vua có thể tất cả (LP, Giai điệu, Liên Xô)
4. 1978 — Các bài hay nhất (2 LP, RCA Victor, Nhật)
5. 1979 — Thằng hề và những người khác (LP, Giai điệu, Liên Xô)
6. 1979 — Alla. Pugachyova. Đêm nhạc-gala (LP, Balkanton, Bulgary)
7. 1980 — Được nâng lên trên bận rộn (LP, Giai điệu, Liên Xô)
8. 1980 — Sẽ còn gì nữa… (LP, Giai điệu, Liên Xô)
9. 1980 — Dành cho khách của Olympic-80 (2 LP, Hãng ghi âm EMI)
10. 1980 — Vũ trường A (LP, Giai điệu, Liên Xô)
11. 1981 — Thiên thần hộ mệnh (SP, Giai điệu, Liên Xô)
12. 1981 — Nhạc sư (SP, Giai điệu, Liên Xô)
13. 1982 — Con đường này đáng lo làm sao (2 LP, Giai điệu, Liên Xô)
14. 1982 — Diễu hành các hành tinh của Mark Minkov (LP, Giai điệu, Liên Xô)
15. 1982 — Chúng ta có khách Nhạc sư (LP, Giai điệu, Liên Xô)
16. 1983 — Triệu đóa hoa hồng (LP, Victor, Nhật)
17. 1983 — Ặc, muốn sống làm sao (LP, Giai điệu, Liên Xô)
18. 1984 — Siêu sao Xô Viết (Các bài hay nhất 1976-84) (2 LP, Track, Phần Lan)
19. 1984 — Đồng ca Digan (SP, Giai điệu, Liên Xô)
20. 1984 — Alla Pugachyova hát các bài hát của Ilya Reznik (SP, Giai điệu, Liên Xô)
21. 1985 — Nhìn ra! (LP, Hãng ghi âm Marmani, Thụy Điển)
22. 1985 — Alla Pugachyova ở Stockholm (LP, Giai điệu, Liên Xô)
23. 1985 — Xon-nê (SP, Giai điệu, Liên Xô)
24. 1985 — Sân vận động (opera của Alexander Gradsky) (LP, Giai điệu, Liên Xô)
25. 1986 — …Những hạnh phúc từ đời sống riêng tư! (Các bài hát của Igor Nikolaev) (LP, Giai điệu, Liên Xô)
26. 1986 — Người lái phà (SP, Giai điệu, Liên Xô)
27. 1986 — Hai ngôi sao (SP, Giai điệu, Liên Xô)
28. 1987 — Alla Pugachyova-87 (LP, Giai điệu, Liên Xô)
29. 1987 — Vùng ven (SP, Giai điệu, Liên Xô)
30. 1987 — Đã đến và nói (LP, Giai điệu, Liên Xô)
31. 1988 — Các bài hát trong vai trò những lá thư (với Udo Lindenberg) (LP, Giai điệu, Liên Xô)
32. 1988 — Triệu đóa hoa hồng (CD, Victor, Nhật)
33. 1989 — Paromshik (LP, Phần Lan)
34. 1990 — Alla (CD, Giai điệu, Liên Xô)
35. 1990 — Con bồ câu của tôi (SP, Giai điệu, Liên Xô)
36. 1991 — Alla Pugachyova (LP, Ritonis, Latvia)
37. 1991 — Những gặp gỡ Giáng sinh-91 (LP, Đĩa Nga, Liên Xô)
38. 1992 — Những gặp gỡ Giáng sinh-92 (LP, Đĩa Nga, Nga)
39. 1994 — Alla Pugachyova — 94 (CD, TNHH Solo-Florentin, Đức)
40. 1994 — Tin vào bạn (CD, Giai điệu, Nga)
41. 1994 — Tình yêu, giống giấc mơ (Các bài hát của Igor Krutoi) (2 CD, Tập đoàn âm nhạc Jeff, Nga)
42. 1993 — Vắng em
43. 1994 — Đường của sao
44. 1995 — Đừng làm tôi đau, các quý ngài
45. 1996 — Tập hợp (CD 13)
46. 1997 — Hai ngôi sao
47. 1997 — Primadonna
48. 1998 — Vâng!
49. 1999 — Tuyển tập
50. 1999 — Tuyết trắng
51. 2000 — Các bài hát hay nhất
52. 2000 — Quý bà Broshkina
53. 2001 — Người lái phà sông
54. 2001 — Alla trong các gặp gỡ Giáng sinh
55. 2002 — Đã từng là cậu bé chưa?
56. 2002 — Đây là tình yêu!
57. 2003 — Hãy sống điềm tĩnh, đất nước!
58. 2004 — Vì hai con thỏ
59. 2007 — Các bài hát mới và chưa xuất bản / 2002—2006
60. 2008 — Lời mời đến bình minh (CD, Nga)

## Điện ảnh và truyền hình
1. 1978 — Người đàn bà hát
2. 1978 — Nhà hát của Alla Pugachyova (Truyền hình Tallinn)
3. 1979 — Tự thuật (Truyền hình Ukraina)
4. 1979 — Ở chỗ Alla (Phần Lan)
5. 1980 — Рецитал (từ chối tham gia)
6. 1983 — Siêu sao Liên Xô sống thế nào ? (Thụy Điển)
7. 1983 — Tình yêu vì tình yêu
8. 1984 — Mùa những phép lạ
9. 1985 — Đã đến và nói
10. 1984 — Gặp gỡ Alla Pugachyova
11. 1985 — Rock quanh Kremlin (Pháp)
12. 1986 — Cao hơn cầu vồng (Liên Xô)
13. 1988 — Phụ nữ luôn đúng
14. 1995 — Hãy đợi và hãy nhớ tôi (5 tập)
15. 1997 — Các bài hát cũ về chính 2
16. 1998 — Các bài hát cũ về chính 3
17. 2001 — Các bài hát cũ về chính 4
18. 2004 — Đuổi bắt thỏ
19. 2007 — Ở vương quốc của những chiếc gương cong
20. 2007—2008 — Show truyền hình «Hai ngôi sao» (Kênh 1)